# Perithemis parzefalli
Perithemis parzefalli – gatunek ważki z rodziny ważkowatych (Libellulidae).